# Escuela Superior de Arte Dramático de Trujillo
Escuela Superior de Arte Dramático de Trujillo es un centro superior de formación artística peruano de rango universitario con sede en la ciudad de Trujillo, (Perú). Lleva su nombre en honor al actor Virgilio Rodríguez Nache. Tiene su sede en el Instituto Nacional de Cultura de La Libertad, ubicado a espaldas de la catedral de la ciudad en el Centro Histórico de Trujillo.

## Historia
La Escuela Superior de Arte Dramático de Trujillo está facultada por la Asamblea Nacional de Rectores de la república peruana para la enseñanza de carreras profesionales de formación artística y otorgar grados de bachiller y títulos de licenciado a nombre de la nación en sus respectivas especialidades.

## Carreras
- Actuación Teatral
- Danzas Folklóricas
- Pedagogía Teatral